# Henri François Pittier
Henri François Pittier (Bex, 13 agosto 1857 – Caracas, 27 gennaio 1950) è stato un botanico e geografo svizzero.
Si trasferì in Costa Rica nel 1887 dove fondò l'Istituto Fisico-Geografico e successivamente nel 1917 in Venezuela dove classificò più di 30.000 piante, dedicandosi per molti anni allo studio della flora e della fauna di quel paese. Il Parco Nazionale Henri Pittier a lui intitolato ha il merito di aver dato inizio alla storia dei parchi nazionali del Venezuela.
Pittier è l'abbreviazione standard degli autori botanici utilizzata per identificarlo come autore nelle citazioni dei nomi botanici.

## Opere
- Genera Plantarum Venezuelensium, 1939